# Tarasa geranioides
Tarasa geranioides là một loài thực vật có hoa trong họ Cẩm quỳ. Loài này được (Cham. & Schltdl.) Krapov. miêu tả khoa học đầu tiên năm 1954.